# Assassin's Creed Mirage
Assassin's Creed Mirage is een actie-avonturenspel ontwikkeld door Ubisoft Bordeaux en uitgegeven door Ubisoft. De game is het dertiende grote deel in de Assassin's Creed-serie en de opvolger van Assassin's Creed Valhalla uit 2020. De release vond plaats op 5 oktober 2023 voor Amazon Luna, PlayStation 4, PlayStation 5, Windows, Xbox One en Xbox Series X/S. Begin 2024 volgt een release op iOS voor iPhone 15 Pro-modellen.
Mirage speelt zich voornamelijk af in het 9e-eeuwse Bagdad tijdens de anarchie in Samarra en volgt Basim Ibn Ishaq (een personage dat voor het eerst werd geïntroduceerd in Valhalla) en zijn overgang van straatdief naar volwaardig lid van de Broederschap der Assassijnen, die vecht voor vrede en vrijheid, tegen de Orde van de Tempeliers, die vrede door middel van controle nastreven. De game wordt beschreven als een terugkeer naar de roots van de serie, met een grotere focus op lineaire verhalen en stealth-gameplay dan recentere delen in de spellenserie, die voornamelijk gericht waren op rollenspel en open-wereldelementen.

## Gameplay
Assassin's Creed Mirage is een actie-avontuur stealth-game die lijkt op oudere Assassin's Creed-titels, omdat het meer lineair en verhaalgericht is en het aantal rollenspelelementen in recente afleveringen van de serie wordt verminderd. Parkour, gevechten van dichtbij en stealth zijn kernelementen van de gameplay. Voor moordmissies gebruikt Mirage het "Black Box"-ontwerp dat eerder te zien was in Assassin's Creed Unity en Assassin's Creed Syndicate, waar spelers de omgeving moeten verkennen om verschillende manieren te vinden om hun doelen te bereiken en te elimineren.

## Korte inhoud
Mirage speelt zich tientallen jaren vóór de gebeurtenissen in Assassin's Creed Valhalla af en is een coming-of-age-verhaal dat Basim Ibn Ishaq (Lee Majdoub) volgt, een straatdief die zal leren vechten voor een zaak die groter is dan hijzelf door een Verborgene te worden onder de voogdij van zijn mentor Roshan (Shohreh Aghdashloo).

## Uitgave
Assassin's Creed Mirage zou oorspronkelijk op 12 oktober 2023 worden uitgebracht, maar de releasedatum werd vervroegd naar 5 oktober. Het zal beschikbaar zijn op PlayStation 4, PlayStation 5, Windows, Xbox One, Xbox Series X/S, Amazon Luna en iOS op iPhone 15 Pro -modellen. De game wordt direct bij release beschikbaar gesteld voor alle spelers die zijn geabonneerd op Ubisoft+.